# Рувне (Опольське воєводство)
Рувне (пол. Równe, нім. Roben) — село в Польщі, у гміні Ґлубчиці Ґлубчицького повіту Опольського воєводства.
Населення — 412 осіб (2011).
У 1975-1998 роках село належало до Опольського воєводства.

## Демографія
Демографічна структура станом на 31 березня 2011 року:
|          | Загалом | Допрацездатний вік | Працездатний вік | Постпрацездатний вік |
| -------- | ------- | ------------------ | ---------------- | -------------------- |
| Чоловіки | 203     | 27                 | 153              | 23                   |
| Жінки    | 209     | 34                 | 125              | 50                   |
| Разом    | 412     | 61                 | 278              | 73                   |